# Panna de Scudery
Panna de Scudery (niem. Das Fräulein von Scuderi) – nowela autorstwa E.T.A. Hoffmanna, która ukazała się w latach 1819/21. Opowiada ona o tajemniczej serii morderstw w Paryżu w XVII wieku, o wyjaśnienie której stara się pisarka Madeleine de Scudéry (1607–1701). Dzieło jest uważane za pierwszą niemiecką nowelę kryminalną.

## Fabuła
Akcja książki umiejscowiona jest w Paryżu w roku 1680. 73-letnia panna de Scudery jest poważaną pisarką, zna też osobiście króla Ludwika XIV. W tym czasie w Paryżu ma miejsce seria morderstw, a ofiary uśmiercane są poprzez pchnięcie sztyletem prosto w serce. Wszystkie morderstwa są popełniane według tej samej zasady. Ofiarami są zawsze mężczyźni pochodzenia szlacheckiego, będący w drodze do ich ukochanych i podążający z prezentem w postaci biżuterii. We wszystkich przypadkach klejnoty znikają bez śladu. Mieszkańcy żądają więc interwencji i znalezienia mordercy. W rozmowie z królem panna de Scudery wypowiada następujące słowa:

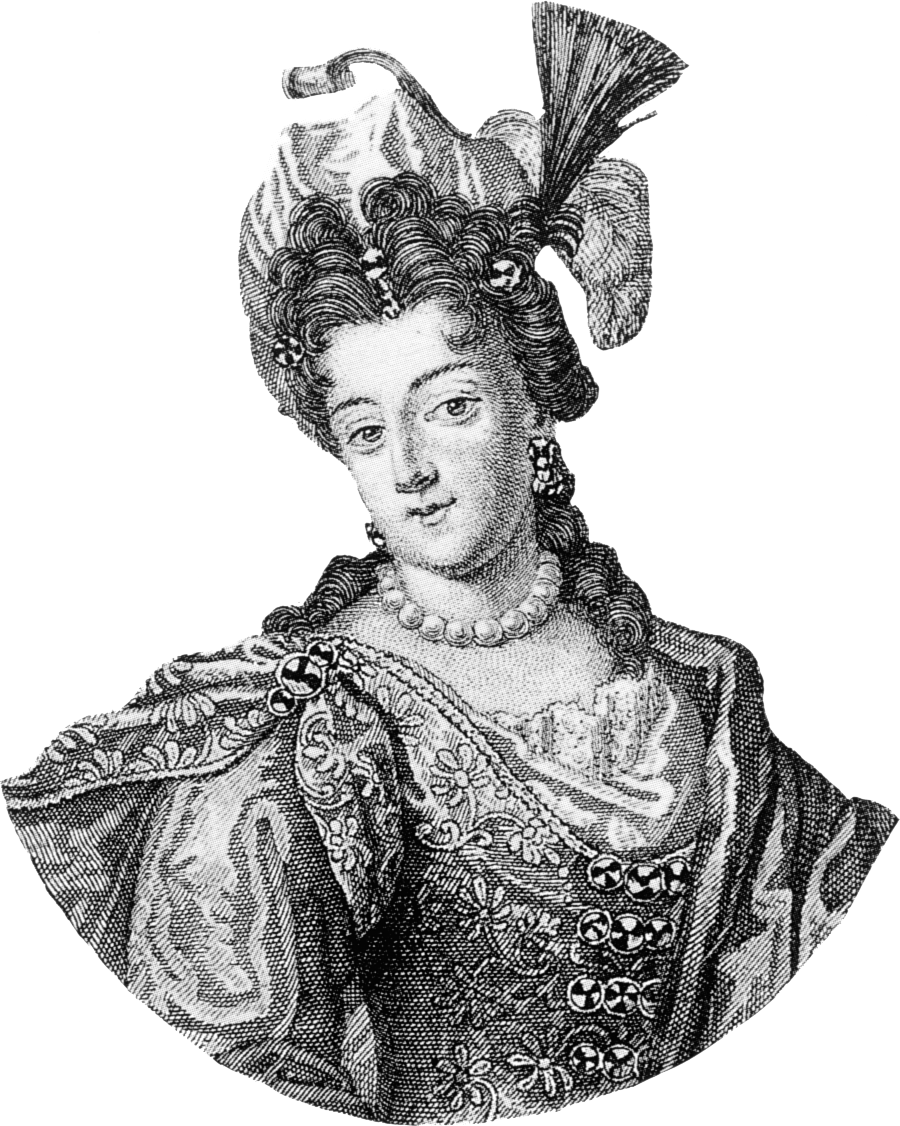
Madame de Scudéry.

Un amant qui craint les voleurs, n’ est point digne d’ amour.

(Zakochany, który boi się złodziei, nie zasługuje na miłość)
To przekonuje króla, który postanawia nie zaostrzać dochodzenia. 
Na początku opowiadania pewien mężczyzna przynosi pani de Scudery pudełko z klejnotem i listem. W nim szajka morderców dziękuje kobiecie, która nie poparła mobilizacji sił policji. Panna de Scudery jest przerażona i prosi pomocników króla o pomoc. Ci dowiadują się, że biżuteria pochodzi od René Cardillaca, szanowanego paryskiego złotnika. Pewnego dnia jadąc powozem przez Paryż, panna de Scudery spotyka człowieka, który przyniósł jej „ów podarunek”, i który dostarcza pisarce kartkę z wiadomością. Zostaje ona wezwana do oddania biżuterii w przeciągu dwóch dni Cardillacowi, w innym razie jej życie będzie zagrożone. Kobieta przynosi ją jednak dopiero po 3 dniach, odkrywając po przybyciu na miejsce jego zwłoki. Również on został zamordowany sztyletem prosto w serce. Jego uczeń Olivier Brusson, którego przyjaciółką była Madelon, córka Cardillaca, zostaje aresztowany. 
Panna de Scudery przyjmuje Madelon i po rozmowie z nią nabiera pewności, że Olivier jest niewinny. Postanawia mu pomóc i odwiedza go w więzieniu. Przerażona orientuje się, że to właśnie on jest człowiekiem, który przyniósł jej biżuterię oraz wiadomość i ponownie zaczyna wątpić w jego niewinność. Oliver chce jednak zeznawać tylko w obecności de Scudery. W trakcie rozmowy wychodzi na jaw, że jest synem byłej wychowanki panny de Scudery. Oświadcza, że mordercą był nieżyjący już Cardillac, który nie umiał rozstać się ze swoją biżuterią. Przyznaje, że widział na własne oczy, jak Cardillac popełnia morderstwo, ponieważ obawiał się jednak, że może to zaszkodzić Madelon, nie zawiadamiał policji. Przy kolejnej próbie zabójstwa Cardillac zostaje jednak zabity przez pewnego oficera, który uciekł, nie chcąc być uwikłany w całą serię morderstw. Olivier sam przyniósł ciało Cardillaca do domu, przez co podejrzenia skierowały się w jego stronę. 
Po tym, jak oficer zgłosił się do panny de Scudery, ma ona nadzieję na szczęśliwe zamknięcie sprawy. Postępowanie wymaga czasu, ale ostatecznie znajduje szczęśliwy finał. Olivier i Madelon pobierają się, muszą jednak opuścić Paryż i przenoszą się do Genewy.

## Okoliczności powstania
Nowela Panna de Scudery należy do zbioru dzieł opublikowanych w 4 tomach w latach 1819–21 w Berlinie pod nazwą „Bracia Serafiońscy”. W dniu św. Serafiona 14 grudnia 1818 Hoffmann oraz jego przyjaciele spotkali się ponownie po dłuższej przerwie (Adalbert von Chamisso wrócił do ojczyzny po 3-letniej podróży). M.in. to wydarzenie zainspirowało Hoffmanna do stworzenia i zatytułowania zbioru. Bracia Serafiońscy prezentują sobie wzajemnie różne historie. Wydarzenia z książki wiążą się z faktami historycznymi, o których pisał Voltaire w swoim dziele pt: Siècle de Louis XIV, jak i Johann Christoph Wagenseil w jego Kronice miasta Norymberga. Inspiracją do napisania książki były także przypadki Madame de Brinvilliers i Catherine Monvoisin ze zbioru o nazwie Pitaval, który Hoffmann jako prawnik naturalnie znał.

## Syndrom Cardillaca
Artysta, aby mógł się utrzymać ze swoich dzieł, musi być zdolny rozstać się z nimi, co często przychodzi mu z trudem, gdyż stanowią one część jego tożsamości. Tak właśnie Cardillac nie potrafił zaakceptować faktu, że ktoś pokazywał się z jego dziełem i z tego powodu mordował kupców, aby odebrać swoje klejnoty. Niektórzy artyści prowadzili starannie listy nabywców, okazjonalnie także zawierając umowy z prawami do odkupienia dzieła.
Arnulf Rainer na przykład zachowywał sobie prawo do odszukania i modyfikacji sprzedanych już eksponatów. W tym kontekście i w powiązaniu z książką Hoffmanna mówi się o syndromie Cardillaca. 

## Ekranizacje
- 1950 – Die tödlichen Träume - reż. Paul Martin
- 1955 – Panna de Scudery (Das Fräulein von Scuderi, reż. Eugen York)
- 1968 – Cardillac – reż. Edgar Reitz
- 1976 – Das Fräulein von Scuderi – reż. Lutz Büscher

## Muzyka
- 1926 – Cardillac, Opera Paula Hindemitha